# Overal en nergens: Reizen door Europa
Overal en Nergens: Reizen door Europa (oorspronkelijke Engelse titel: Neither Here Nor There: Travels in Europe) is een reisverhaal uit 1992 van de Amerikaanse auteur Bill Bryson. Hierin vertelt Bryson over zijn reis door Europa, vaak spiegelend aan eerdere reizen door Europa die hij ondernam, in 1972 alleen, en in 1973 met een vriend die in het boek 'Stephen Katz' wordt genoemd. De stijl is humoristisch.

## Verhaal
Brysons verhaal begint in Hammerfest. Hier wil hij het Noorderlicht met eigen ogen zien. Iedereen vertelt hem dat hij had moeten komen voor de kerst. Uiteindelijk vertrekt hij met de bus naar Oslo. Na Oslo vertrekt hij weer terug naar huis in Engeland. Vanaf hier vertrekt hij naar Parijs, en reist hij verder alle hoeken van Europa af, waarbij hij zich dikwijls beklaagt over de prijzen van zijn restaurantmaaltijden en hotelkamers. Het boek eindigt in Turkije.

## Weetje
- In het hoofdstuk over Amsterdam schrijft Bryson dat Anne Frank en de andere onderduikers van Het Achterhuis in augustus 1944 werden gearresteerd, slechts enkele weken voor de Bevrijding. Amsterdam, waar de Franks waren ondergedoken, werd echter pas in mei 1945 bevrijd, negen maanden na de arrestatie van het gezin Frank.